# Florești, Mehedinți
Floresti là một xã thuộc hạt Mehedinți, România. Dân số thời điểm năm 2002 là 2903 người.